# Doller
Doller – rzeka we wschodniej Francji w departamencie Górny Ren (Alzacja). Równoległa do rzeki Thur. Lewy dopływy rzeki Ill, która jest dopływem Renu.
Długość: 46,5 km. 
Źródło w Wogezach, w Fennematt, 922 m n.p.m.
Przepływa przez miejscowości: Sewen, Dolleren, Wegscheid, Niederbruck, Sickert, Masevaux, Lauw, Sentheim, Guewenheim, Burnhaupt-le-Haut, Burnhaupt-le-Bas, Reiningue, Lutterbach i Pfastatt.
Dopływy lewe:
Wagenstallbach, Seebach, Soultzbach, Helmbach, Bourbach, Baerenbach, Leimbach, Dollerbaechlein.
Dopływy prawe:
Grabenbach, Lachtelweiherbaechel, Odiliabach, Braembaechle, Talungrumbach, Hahnenach, Steinbaechlein.